# Hydrellia leannae
Hydrellia leannae är en tvåvingeart som beskrevs av Bock 1990. Hydrellia leannae ingår i släktet Hydrellia och familjen vattenflugor. Inga underarter finns listade i Catalogue of Life.